# Marodér

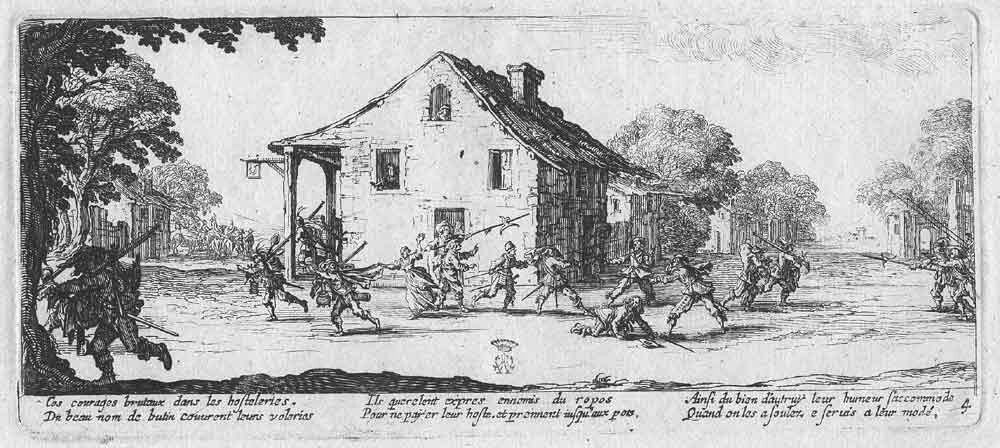
Jacques Callot: La maraude, 1633 (ze série Les misères de la guerre)

Marodér (též šnorchář) je označení pro vojáka, který je lehce zraněn nebo své onemocnění předstírá, proto nepostupuje se svou jednotkou. Jde pouze v jejích stopách a přitom rabuje a loupí. 
Tento název je zkomoleninou francouzského slovesa marauder (plenit, loupit, krást na poli) a odvozen od jména plukovníka Jeana de Merode, v jehož císařském pluku se během třicetileté války nacházelo mnoho nemocných a raněných, kteří se za svým vojskem opožďovali a toulali se krajem v malých tlupách a rabovali. Tlupy bez jakéhokoliv vedení se dál rozrůstaly o polodezertéry. Rabovali mnohem více než spížní oddíly.

## Příklad
Marie Ebner von Eschenbach popisuje osobní setkání svého otce s marodéry: 
"[Ke zraněnému otci se přiblížili marodéři.] Oloupili ho a byli by ho zabili dočista, kdyby jim neodpověděl jejich jazykem na několik slov, která na něho promluvili. Laisse le vivre, il parle francais" – Nech ho žít, mluví francouzsky – řekl jeden z nich. Pak ho zvedli na vůz a odvezli do země nepřátel." 